# Mariette Bosch
Mariëtte Sonjaleen Bosch épouse Wolmarans (1950-31 mars 2001) est une femme sud-africaine exécutée au Botswana. Reconnue coupable du meurtre de Maria Magdalene « Ria » Wolmarans, elle est la première personne blanche à être exécutée au Botswana,. 

## Biographie
Mariette Bosch est la fille d’un riche propriétaire de magasin d'alcools en Afrique du Sud. Elle se déménage avec son mari Justin à Gaborone. 
Les Bosch s’installent à Phakalane, un quartier de Gaborone prisé des expatriés blancs sud-africains souvent surnommé « Little Sandton ».  
Mariette devient membre de l’Église réformée néerlandaise de Gaborone et entre dans la haute société, se liant d’amitié avec Ria Wolmarans et son mari, Marthinus « Tienie » Wolmarans.[réf. nécessaire]

## Meurtre et procédure judiciaire
En juin 1996, Bosch se rend à Pietersburg, en Afrique du Sud, et reçoit le pistolet de son père d’un de ses amis. Elle fait entrer l’arme en contrebande au Botswana. Elle s’introduit chez les Wolmarans en escaladant un mur de sécurité et en tirant deux fois sur Ria Wolmarans, la touchant au ventre et aux côtes. 
Elle se fait arrêter dans le cadre des enquêtes policières. Après son arrestation, Tienie Wolmarans l’épouse en 1997 et la soutient,.  Elle est détenue à la prison de Lobatse avant  d'être transférée  à la prison centrale de Gaborone. 
Le 13 décembre 1999, le juge Isaac Aboagye de la Haute Cour du Botswana déclare Bosch coupable du meurtre de Wolmarans et la condamne à mort  en février 2000. 
En janvier 2001, Bosch fait appel. L’avocat britannique Sir Desmond da Silva la représente. Le 30 janvier 2001, la Cour d'appel du Botswana rejette l’appel, jugeant que l’explication de l’affaire par Bosch n’est pas convaincante. À ce stade, la seule possibilité pour Bosch d’être sauvée de l’exécution est une grâce du président du Botswana, Festus Mogae.  

## Exécution et réactions
Après avoir passé un an dans le couloir de la mort, Bosch est pendue à 5 h 30 du matin le 31 mars 2001.  
Son exécution a lieu à la prison centrale de haute sécurité de Gaborone. Sa famille et ses avocats ne sont pas prévenus à l’avance de son exécution. Le lendemain de la pendaison, sa famille se rend en voiture pour lui rendre visite lorsqu’elle apprend la nouvelle à la radio. 
Wolmarans déclare ignorer l’emplacement de la tombe de Bosch dans l’enceinte de la prison. Ses avocats affirment qu’elle est exécutée avec une rapidité inhabituelle et critiquent l’exécution,. 
Le 2 avril 2001, le président sud-africain Thabo Mbeki prévoit de lancer une pétition pour obtenir l’annulation de la condamnation à mort de Bosch, sans savoir qu’elle est déjà exécutée.[réf. nécessaire]
Interights, une organisation non gouvernementale basée au Royaume-Uni, ainsi que certaines parties non divulguées, soutiennent que l’exécution est injuste. Le lundi 8 décembre 2003, le cabinet de Mogae déclare que l’exécution n’est pas contraire à la Commission africaine des droits de l'homme et que la CADH juge, lors de la 34e session ordinaire tenue en Gambie, que les droits de Bosch ne sont pas violés par son exécution.  
Des groupes de défense des droits de l’homme d’Afrique du Sud comme Amnesty International et d’autres pays s'indigne contre l’exécution. L’organisation botswanaise de défense des droits de l’homme Ditshwanelo la critique également.
L’affaire est comparée au livre et au film « White Mischief », ainsi qu’à l’atmosphère des riches Blancs du Kenya colonial que la série dépeint.    
En 2001, le gouvernement botswanais refuse de le diffuser craignant des poursuites judiciaires. Suite à cette décision, Chris Bishop, directeur de la chaîne d’information télévisée du Botswana, démissionne.  

## Note et  Références